# Allakaket
Allakaket est une localité d'Alaska aux États-Unis dans la Région de recensement de Yukon-Koyukuk. En 2010, il y avait 105 habitants.

## Situation - Climat
Elle se situe sur la rive sud de la rivière Koyukuk, au sud-ouest de son confluent avec la rivière Alatna, à environ 310 kilomètres au nord-ouest de Fairbanks et à 80 kilomètres en amont de Hughes. Le village se situe en bordure de la rivière.
Le climat est continental froid. La moyenne des températures en juillet est de 21 °C, et les températures en janvier ont une moyenne de −18 °C, avec des records à −59 °C en hiver et 34 °C en été. La rivière Koyukuk est libre de glaces de juin à octobre.

## Histoire
Plusieurs populations indigènes ont vécu à cet endroit, Koyukon Atapascans, Esquimaux, venant du nord et du nord-est. Ils vivaient tout au long de l'année dans plusieurs camps, se déplaçant en fonction des saisons pour chasser le gibier et pêcher. En 1851, le campement d'Alatna était un lieu traditionnel de commerce et d'échanges. En 1906, une mission évangélique (St. John's-in-the-Wilderness Episcopal Mission) s'y établit et une poste ouvrit en 1925.
C'est en 1975 que les deux communautés d'Alatna et d'Allakaket furent réunies. Une nouvelle école et un aéroport (en) furent construits en 1979. Mais en 1994 une grave inondation détruisit maisons et réserves. Les habitants reconstruisirent leur village près de l'ancien site, mais les nouvelles installations se retrouvèrent en dehors des limites de la ville.
La population est constituée actuellement en majorité de descendants des Atapascans, les Esquimaux Kobuk vivant plutôt à Alatna. Une activité de subsistance alimentaire représente la seule ressource des habitants. Vente et importation, ainsi que la possession de boissons alcoolisées sont interdites dans le village.

## Démographie
| 1920 | 1940 | 1950 | 1960 | 1980 | 1990 | 2000 | 2010 |
| ---- | ---- | ---- | ---- | ---- | ---- | ---- | ---- |
| 85   | 105  | 79   | 115  | 163  | 170  | 97   | 105  |

## Transports
La localité possède un aérodrome, l'aérodrome d'Allakaket (en).